# Karin Söders Selma Lagerlöf-stipendium
Karin Söders Selma Lagerlöf-stipendium var ett stipendium som instiftades av Centerpartiet i samarbete med Selma Lagerlöf-sällskapet. 
Stipendiet var en gåva från Centerpartiet till partiets tidigare ordförande Karin Söder då hon fyllde 80 år den 30 november 2008. Gåvan överlämnades till Söder av partiets dåvarande ordförande Maud Olofsson den 16 december samma år. Karin Söders Selma Lagerlöf-stipendium skulle enligt stadgarna årligen tilldelas "den eller dem som belyst och främjat förståelsen för kunskapen om Selma Lagerlöfs aktualitet i nutiden, särskilt bland barn och ungdom". Stipendiaterna utsågs av en särskild nämnd tillsatt av styrelsen för Selma Lagerlöf-sällskapet och delades ut årligen under en period på tio år under perioden 2010–2019. Kandidater nominerades av sällskapets medlemmar och en jury, bestående av Moa Backman och fyra styrelsemedlemmar, utser pristagaren. Prissumman var på 10 000 kronor och delades ut i samband med Selma Lagerlöf-sällskapets årsmöte. Karin Söder var ordförande för Selma Lagerlöf-sällskapet mellan åren 1999 och 2006.

## Pristagare
- 2010 – Evamari Tapper [3]
- 2011 – Gunilla Molloy [4]
- 2012 – Björn Söderbäck[5]
- 2013 – Anna-Cari Jadling Olsson[6]
- 2014 – Tuula Dajén [3]
- 2015 – Ann Boglind och Anna Nordlund [7]
- 2016 – Lärare och elever på Skälltorpsskolan i Hisings Backa [8]
- 2017 – Arne Norlin[9]
- 2018 – Unga västanå, Västanå teater[10]
- 2019 – Annelie Drewsen och Cilla Dalén[11]